# Cérans-Foulletourte

Cérans-Foulletourte este o comună în departamentul Sarthe, Franța. În 2009 avea o populație de 3,211 de locuitori.